# Наумов-Страж, Наум Соломонович
Нау́м Соломо́нович Нау́мов-Страж (20 июля [1 августа] 1898, Вильна — 16 октября 1957, Москва) — советский кинооператор.

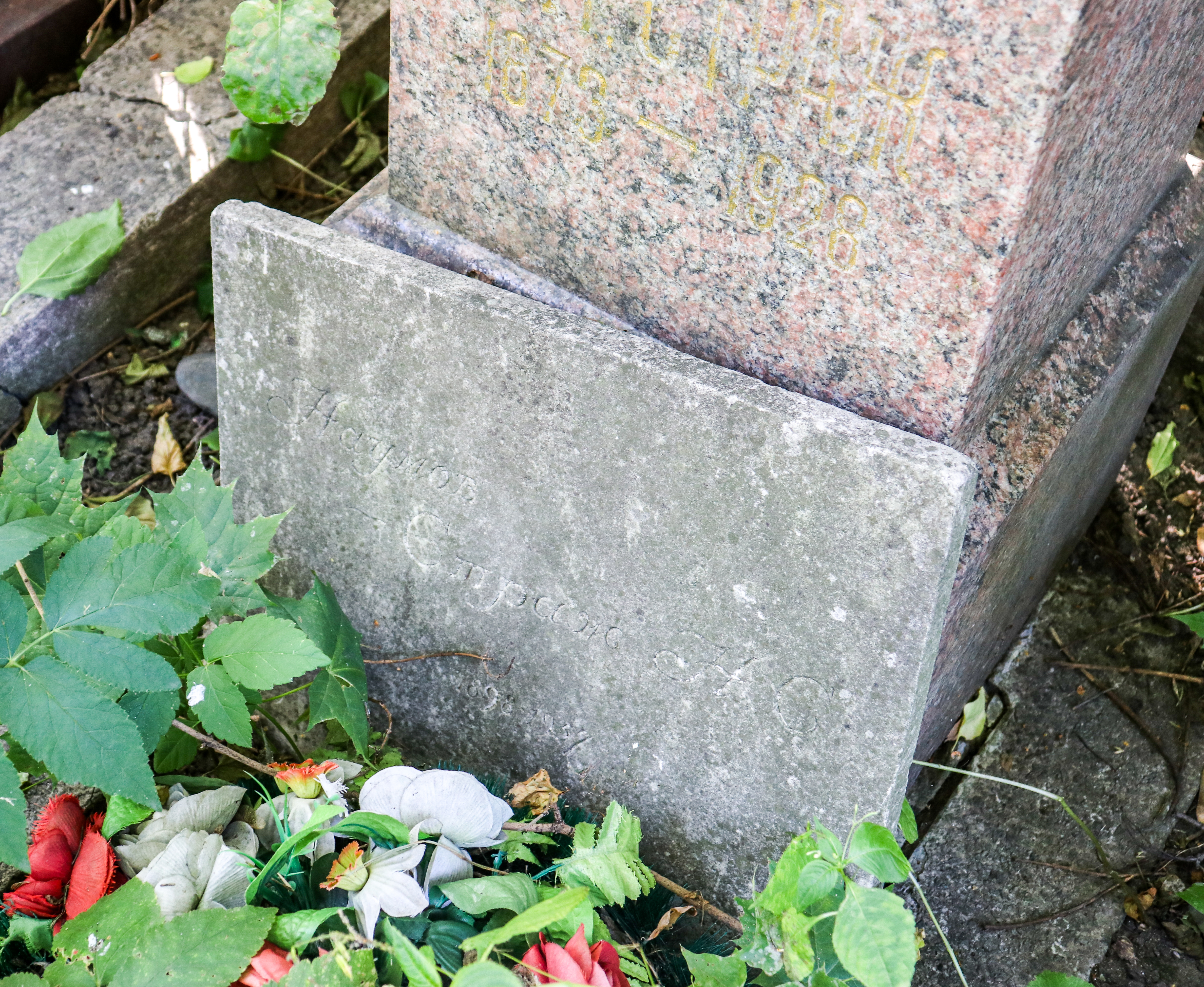
Могила Наума Наумова-Стража на Новодевичьем кладбище.

## Биография
Родился 20 июля (по старому стилю) 1898 года в Вильне, в семье скульптора Зельмана Нохимовича (Соломона Наумовича) Стража (1863, Жижморы — 1934, Москва) и Баси-Годы Лейбовны (Берты Львовны) Розенталь (1869, Вильна — 1928, Москва).
С 1942 года работал оператором-постановщиком игрового и научно-популярного кино, был одним из ведущих операторов киножурнала «Наука и техника». 
С 1943 года работал на студии «Воентехфильм» (позднее «Моснаучфильм»), где снял более 50 фильмов для научно-популярной кинопериодики.
Член ВКП(б)-КПСС с 1919 года.

## Семья
Сын — Владимир Наумович Наумов (1927—2021), кинорежиссёр, сценарист, актёр, продюсер, педагог, народный артист СССР.

## Фильмография
- 1928 — Четыреста миллионов
- 1929 — Песня весны
- 1929 — До завтра
- 1930 — Суд должен продолжаться
- 1930 — Саша (Тётя Саша)[3]
- 1930 — Май колхозный (документальный)
- 1932 — Женщина
- 1936 — Мы из Кронштадта[4]
- 1939 — Ночь в сентябре[5]
- 1941 — Трое в воронке